# Numeración cirílica

Cifras en la caligrafía antigua

El sistema de numeración cirílica fue derivado del alfabeto cirílico, usado por los pueblos eslavos del sur y el este europeos. El sistema fue usado en Rusia hasta el siglo XVIII, cuando Pedro el Grande lo reemplazó por el sistema de numeración arábiga.
Se trata de un sistema de numeración aditivo, no propiamente decimal, (porque no es posicional) que se basaba originalmente en la numeración griega y se escribía con los correspondientes grafemas del alfabeto cirílico. Cada letra estaba asignada o a una unidad (1, 2… 9), a un múltiplo de diez (10, 20… 90) y a un múltiplo de cien (100, 200… 900). Los números se escribían tal y como se pronunciaban, normalmente de izquierda a derecha, con la excepción de los números del 11 al 19, que se pronunciaban y escribían de derecha a izquierda. Por ejemplo, el número 15 es «пятнадцать» (piatnádtsat, del protoeslavo *pętь [cinco] + *na desęte [sobre diez]), una construcción similar a la de «quince» en español (del latín quindecim, a su vez de quinque + decem). Para poder convertir números cirílicos a indoarábigos o arábigos era necesario sumar todas las cifras de que se componía el número.
Debido a que los grafemas del alfabeto y los símbolos numéricos cirílicos son idénticos, para distinguir unos de otros los números se escribían con un título o titlo (҃) encima; aunque el "titlo" no era precisamente un signo diacrítico, se usaba como tal en este caso, tal como se puede apreciar en los números reproducidos abajo. Asimismo, si el número era mayor de 1000, se escribía el signo de los millares (҂) antes del número, era necesario escribir el signo de millar con la respectiva letra de las unidades.
| А | 1   | В | 2   | Г | 3   | Д | 4   | Є | 5   | Ѕ | 6   | З | 7   | И | 8   | Ѳ | 9   |
| І | 10  | К | 20  | Л | 30  | М | 40  | Н | 50  | Ѯ | 60  | О | 70  | П | 80  | Ч | 90  |
| Р | 100 | С | 200 | Т | 300 | Ѹ | 400 | Ф | 500 | Х | 600 | Ѱ | 700 | Ѡ | 800 | Ц | 900 |

Ejemplos:
- - 1706
- - 7118 (año de la Creación, equivalente a 1610 EC)

La numeración glagolítica también funcionaba así, salvo por el hecho de que los valores numéricos se asignaban por el orden alfabético en la lengua glagolítica, en vez de tomarlos verbatim del alfabeto griego.